# 신인왕전 (한국)
신인왕전은 신예기사들을 대상으로 한국기원이 주최한 대한민국의 바둑 기전이다. 

## 한국 신인왕전의 역사
1990년 비씨카드가 제1기 비씨카드배 프로기전을 창설했다. 7기까지는 모든 프로기사들이 참여하는 기전(프로기전)이었으나 8기부터 비씨카드배 신인왕전으로 대회 명칭을 변경하고 입단 10년차 이하와 신인 및 신예 기사들만 출전하는 제한기전으로 바뀌었다. 2008년 18기를 끝으로 신인왕전은 중단되었고 2009년에 비씨카드는 세계기전인 BC카드배 월드 바둑 챔피언십을 창설하였다. 이후 비씨카드가 후원했으나 신인왕전이 18기를 끝으로 잠정 중단했으며, 이후 2012년 KC&A배 신인왕전으로 '신인왕전'이라는 이름을 가진 기전이 부활하였으며 2013년 (주)동아팜텍으로 후원사가 바뀌면서 동아팜텍배 신인왕전으로 명칭이 바뀌었고 후원사인 (주)동아팜텍이 (주)메지온으로 회사 명칭을 바꾸면서 메지온배 오픈 신인왕전으로 치러지다, 2017년 이후 중단되었다.

## 상금
- 우승 800만원
- 준우승 300만원

## 역대 우승자

### 비씨카드배 프로기전
| 회수 | 연도        | 우승        | 전적 | 준우승      |
| ---- | ----------- | ----------- | ---- | ----------- |
| 1    | 1990 ~ 1991 | 조훈현 九단 | 2:0  | 김희중 七단 |
| 2    | 1991 ~ 1992 | 이창호 五단 | 2:1  | 조훈현 九단 |
| 3    | 1992 ~ 1993 | 이창호 六단 | 2:0  | 조훈현 九단 |
| 4    | 1993 ~ 1994 | 이창호 六단 | 3:0  | 유창혁 六단 |
| 5    | 1994 ~ 1995 | 이창호 七단 | 3:0  | 조훈현 九단 |
| 6    | 1995 ~ 1996 | 조훈현 九단 | 3:0  | 이창호 七단 |
| 7    | 1996 ~ 1997 | 이창호 九단 | 3:1  | 조훈현 九단 |

### 비씨카드배 신인왕전
| 회수 | 연도        | 우승            | 전적 | 준우승      |
| ---- | ----------- | --------------- | ---- | ----------- |
| 8    | 1997 ~ 1998 | 목진석 三단     | 2:0  | 김명완 二단 |
| 9    | 1998 ~ 1999 | 김만수 四단     | 2:0  | 김명완 三단 |
| 10   | 1999 ~ 2000 | 이상훈(大) 三단 | 2:0  | 한종진 三단 |
| 11   | 2000 ~ 2001 | 조한승 五단     | 2:0  | 원성진 三단 |
| 12   | 2001 ~ 2002 | 이세돌 四단     | 2:1  | 김명완 五단 |
| 13   | 2002 ~ 2003 | 송태곤 三단     | 2:0  | 이영구 三단 |
| 14   | 2003 ~ 2004 | 안조영          | 2:1  | 이영구      |
| 15   | 2004 ~ 2005 | 박영훈          | 2:1  | 김동희      |
| 16   | 2005 ~ 2006 | 허영호          | 2:0  | 원성진      |
| 17   | 2006 ~ 2007 | 원성진          | 2:1  | 백홍석      |
| 18   | 2007 ~ 2008 | 김기용          | 2:0  | 김승재      |

### KC&A배 신인왕전
| 회수 | 연도 | 우승   | 전적 | 준우승 |
| ---- | ---- | ------ | ---- | ------ |
| 1    | 2012 | 강유택 | 2:0  | 이동훈 |

### 동아팜텍배 신인왕전
| 회수 | 연도 | 우승   | 전적 | 준우승 |
| ---- | ---- | ------ | ---- | ------ |
| 1    | 2013 | 변상일 | 1:0  | 이동훈 |

### 메지온배 신인왕전
| 회수 | 연도 | 우승   | 전적 | 준우승 |
| ---- | ---- | ------ | ---- | ------ |
| 1    | 2014 | 변상일 | 2-1  | 민상연 |
| 2    | 2015 | 신진서 | 2-1  | 김진휘 |
| 3    | 2016 | 신민준 | 2-1  | 박하민 |
| 4    | 2017 | 신민준 | 2-0  | 한상조 |